# Naturally 7

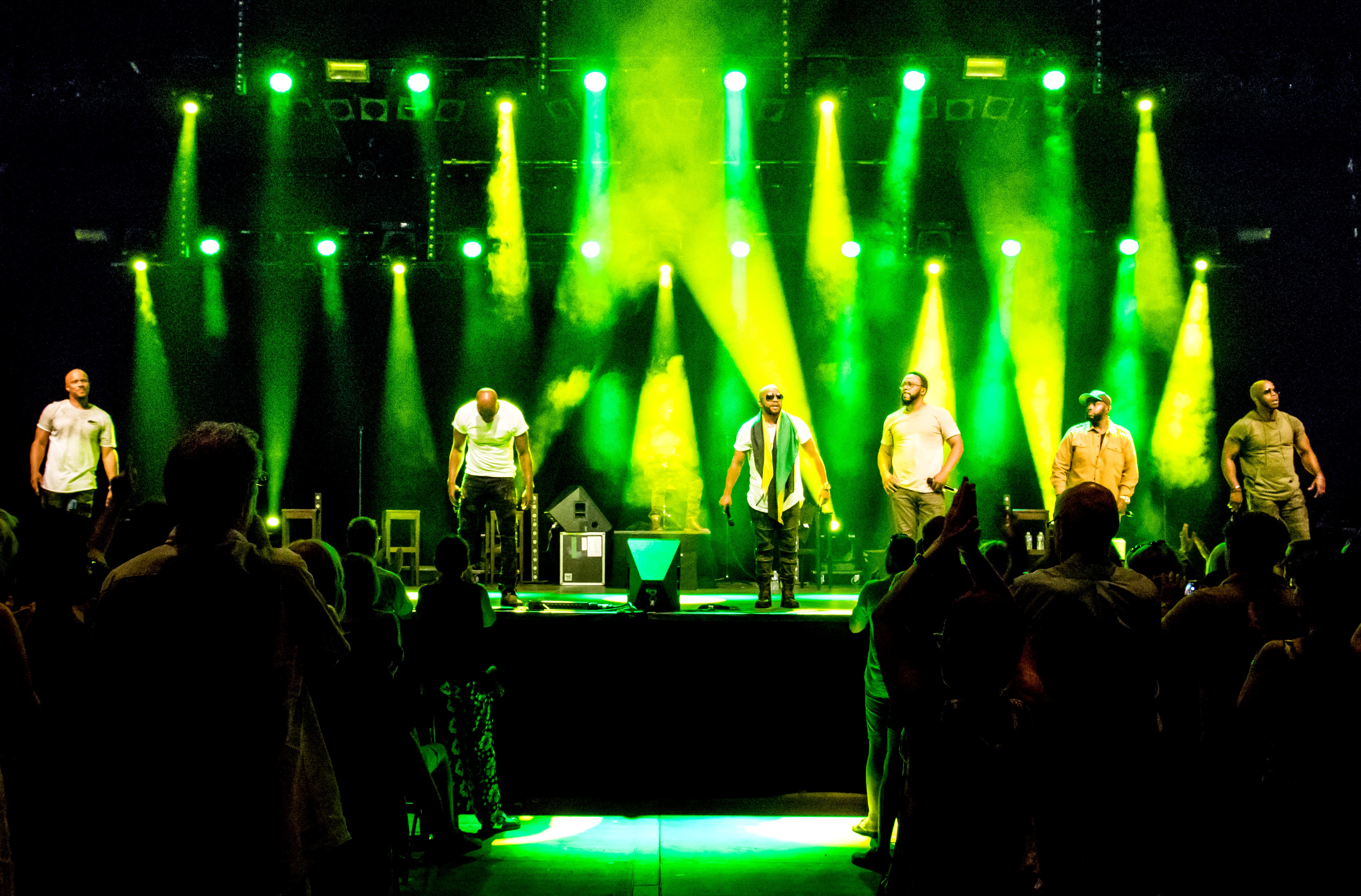
Naturally 7, Zelt-Musik-Festival en 2018 à Fribourg-en-Brisgau, Allemagne

Naturally 7 est un groupe de musique a cappella. Ils chantent principalement du R'n'B avec du beatboxing étendu.
Les membres du groupe sont Garfield Buckley, Rod Eldridge, Warren Thomas, Polo (Napoleon Cummings), Roger Thomas, Dwight Stewart, Armand "Hops" Hutton.
Ils se sont notamment illustrés par la vidéo d'eux chantant le tube de Phil Collins In the Air Tonight dans le Métro de Paris disponible sur YouTube ou Dailymotion.

## Discographie

### Albums
- 2010 : Hidden in Plain Sight
- 2010 : VocalPlay
- 2009 : Wall of Sound
- 2006 : Ready II Fly
- 2004 : Christmas... It's A Love Story
- 2003 : What Is It?
- 2000 : Non-Fiction

### Singles
- "Feel it (in the air tonight)"
- "Music Is the Key" (Duo avec Sarah Connor)

### DVD
- "Live In Berlin"
- "Live At The Montreux Jazz Festival"